# Fayet-Ronaye
Fayet-Ronaye là một xã ở tỉnh Puy-de-Dôme trong vùng Auvergne-Rhône-Alpes miền trung nước Pháp. Xã này nằm ở khu vực có độ cao trung bình 1000 mét trên mực nước biển.

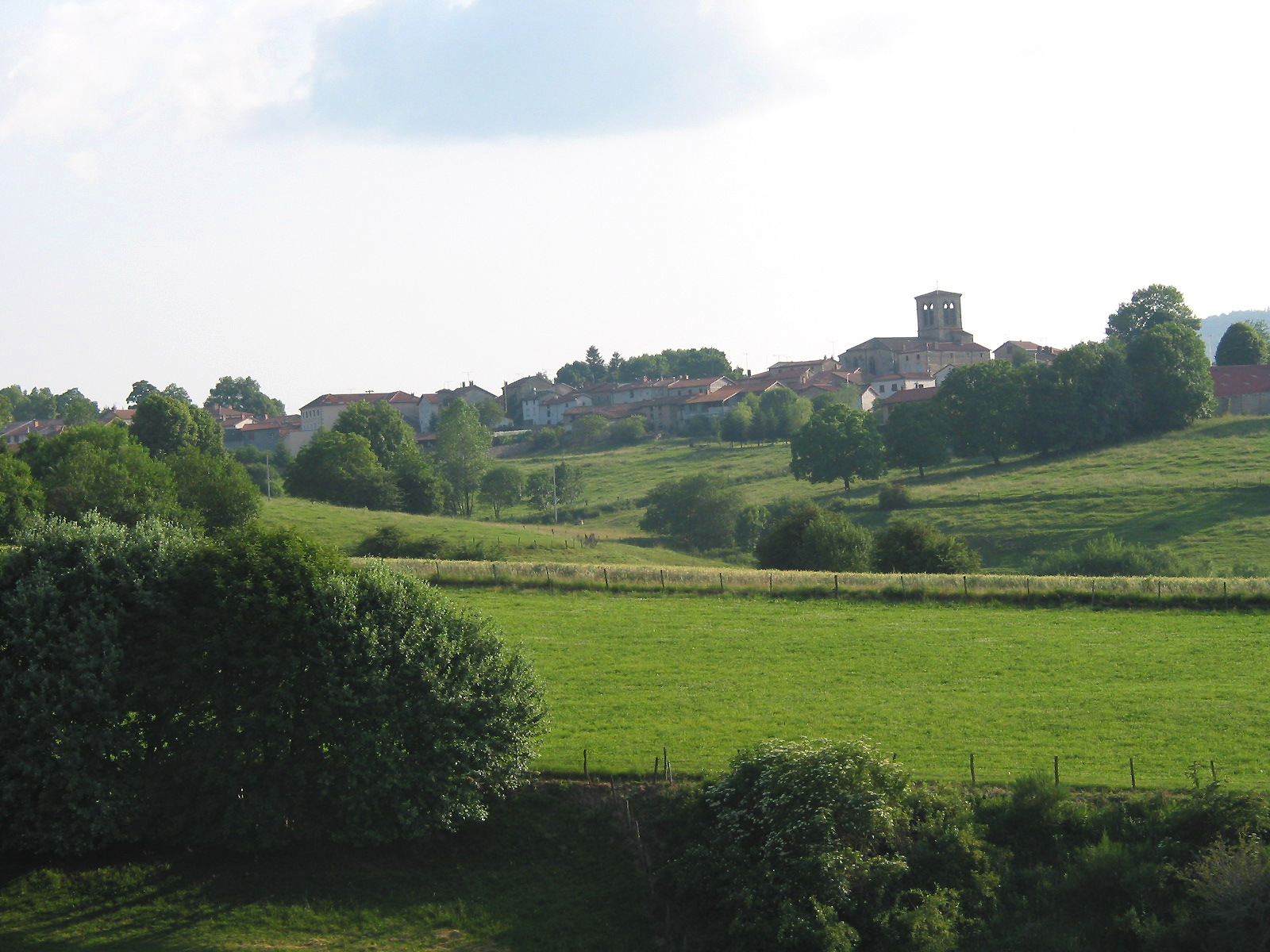
Fayet-Ronaye